# Portrait de jeune femme en allégorie de la Peinture
Portrait de jeune femme en allégorie de la Peinture est un tableau réalisé par le peintre français Jean-Marc Nattier au XVIIIe siècle. De format vertical, cette huile sur toile est le portrait d'une jeune femme assise devant un fond brun. Accoudée sur un livre, elle constitue une allégorie de la Peinture par la palette et les pinceaux qu'elle tient devant elle de la main gauche, à côté d'un chevalet portant une création à peine visible. Legs de Madame Charmeille en 1855, l'œuvre est conservée au musée de la Cour d'Or, à Metz, en Moselle.